# Rennrodel-Amerika-Pazifikmeisterschaften 2023
Die Rennrodel-Amerika-Pazifikmeisterschaften 2023 wurden vom 14. bis 16. Dezember 2023 im Rahmen des zweiten Weltcuprennens der Saison 2023/24 im Whistler Sliding Centre in Whistler (Kanada) ausgetragen.
Es fanden Wettbewerbe in den Einsitzern und Doppelsitzern für Frauen und Männer statt. Alle Wettbewerbe wurden in zwei Läufen entschieden, für die Wertung dienten die Ergebnisse der Weltcuprennen in den entsprechenden Disziplinen. Sportlerinnen und Sportler, die sich im Weltcup vorangegangenen Nationencup nicht für den Weltcup qualifizieren und somit nicht am Wertungsrennen für die Amerika-Pazifikmeisterschaften teilnehmen konnten, wurden in der Reihenfolge ihrer Platzierungen des Nationencups eingereiht.

## Titelverteidiger
Bei den vorangegangenen Amerika-Pazifikmeisterschaften 2022 im Utah Olympic Park Track in Park City (Utah) siegten Emily Sweeney im Einsitzer der Frauen, Tucker West im Einsitzer der Männer, Caitlin Nash und Natalie Corless im Doppelsitzer der Frauen sowie Zachary DiGregorio und Sean Hollander im Doppelsitzer der Männer. Da Natalie Corless ihre aktive Laufbahn nach der Saison 2022/23 beendet hatte, trat sie nicht zur Titelverteidigung an. Auch der Silbermedaillengewinner des Vorjahres im Einsitzer der Männer, Christopher Mazdzer, hatte eine Woche vor den kontinentalen Meisterschaften, sein Karriereende verkündet.

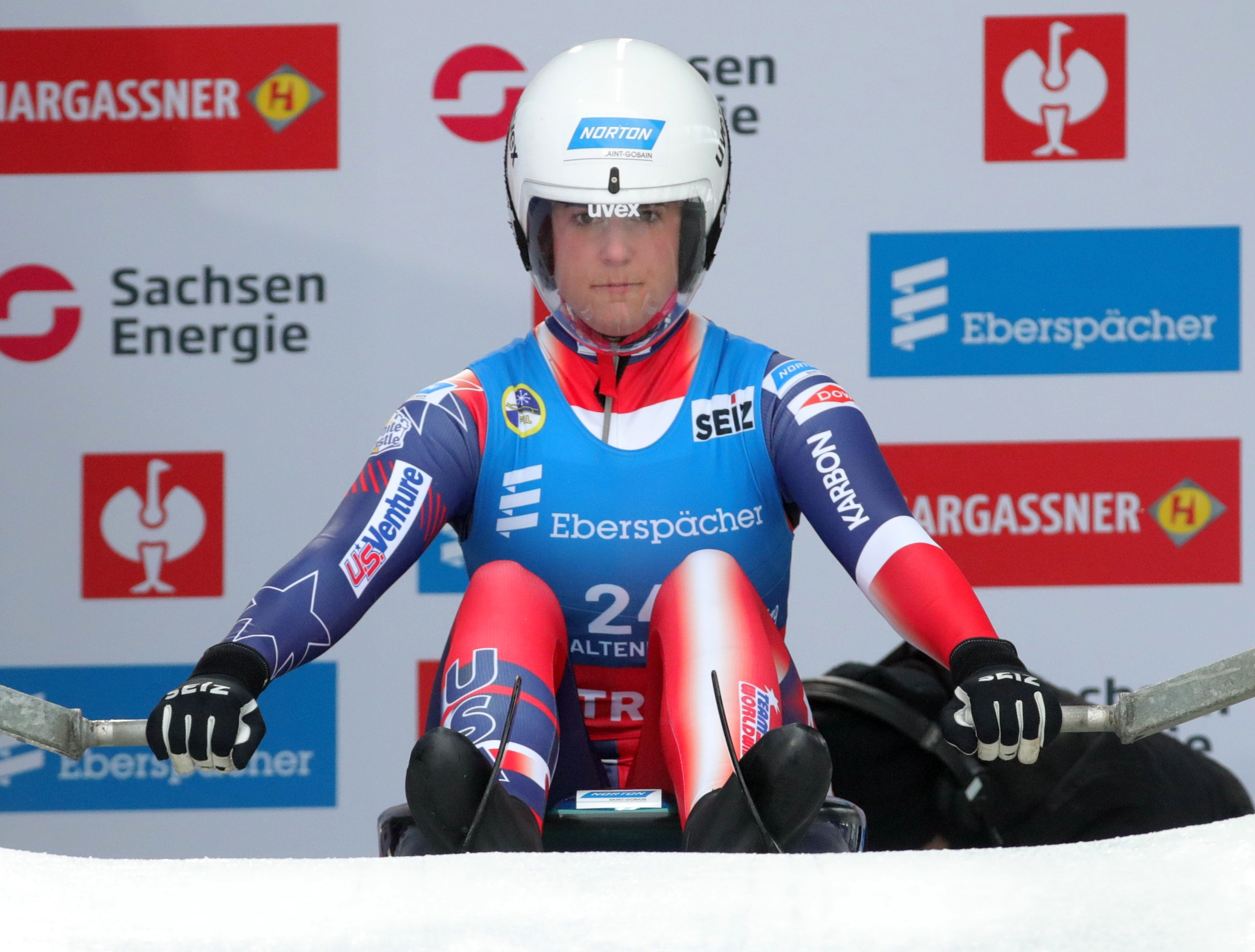
Sweeney
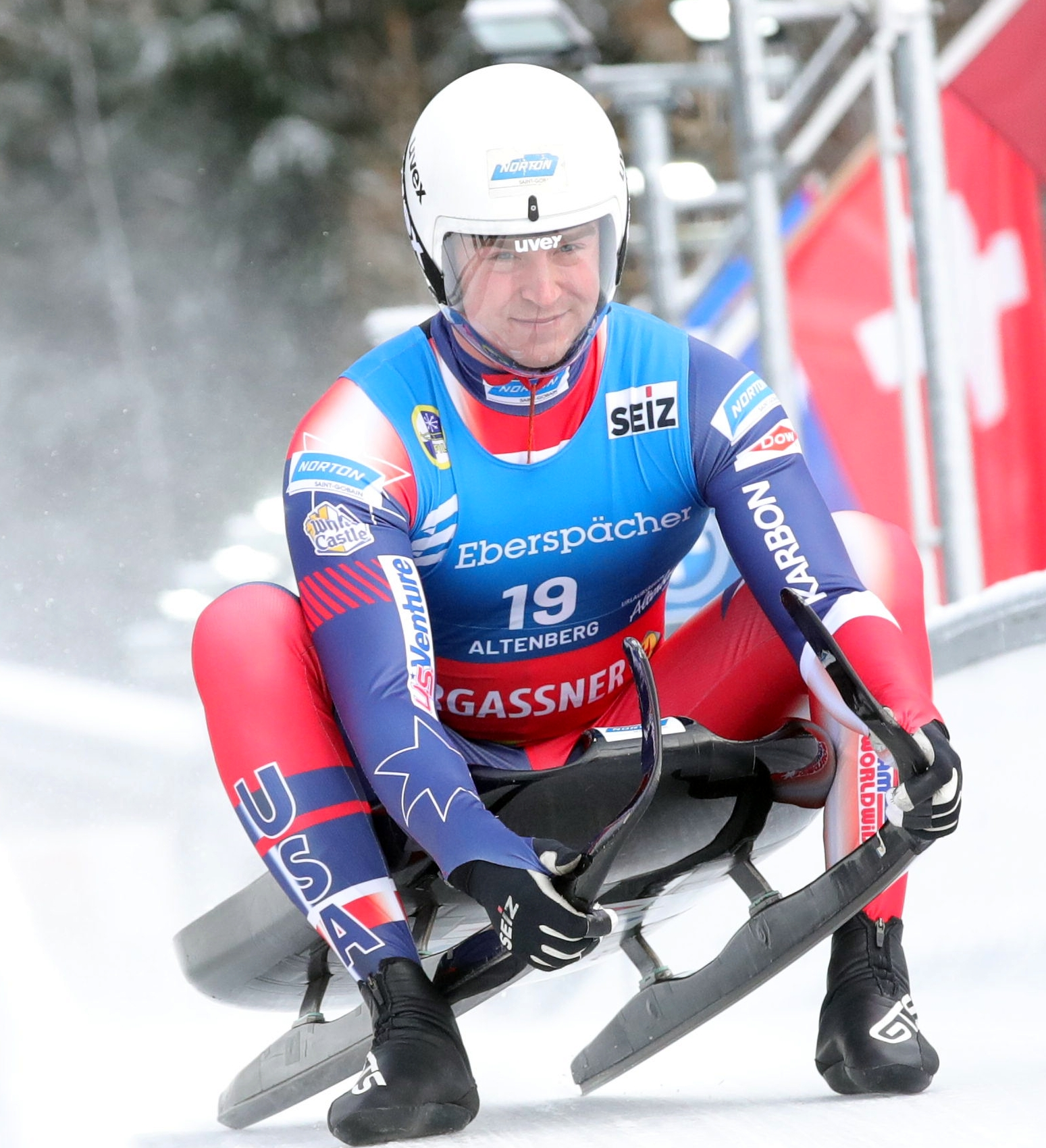
West
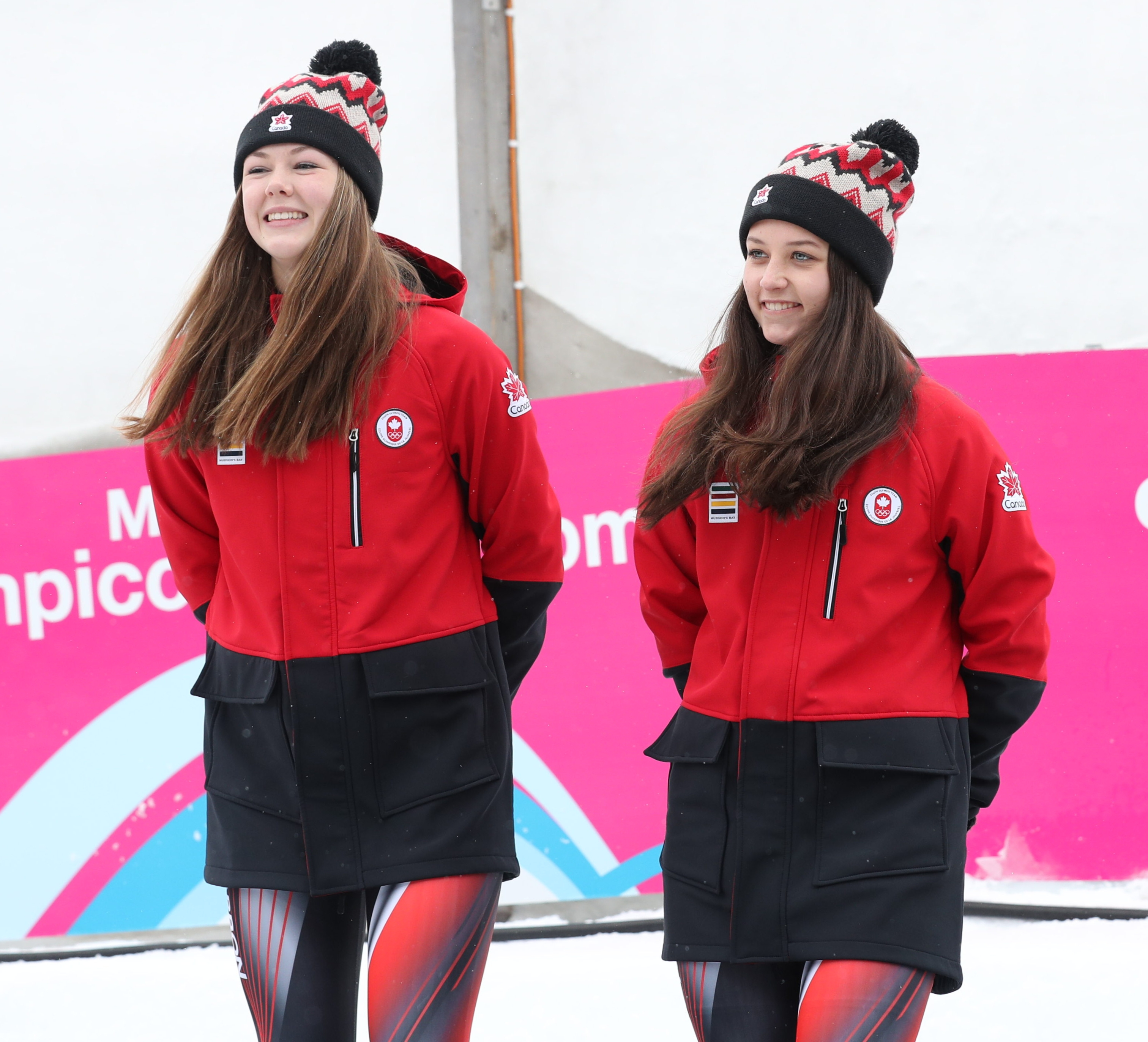
Nash/Corless
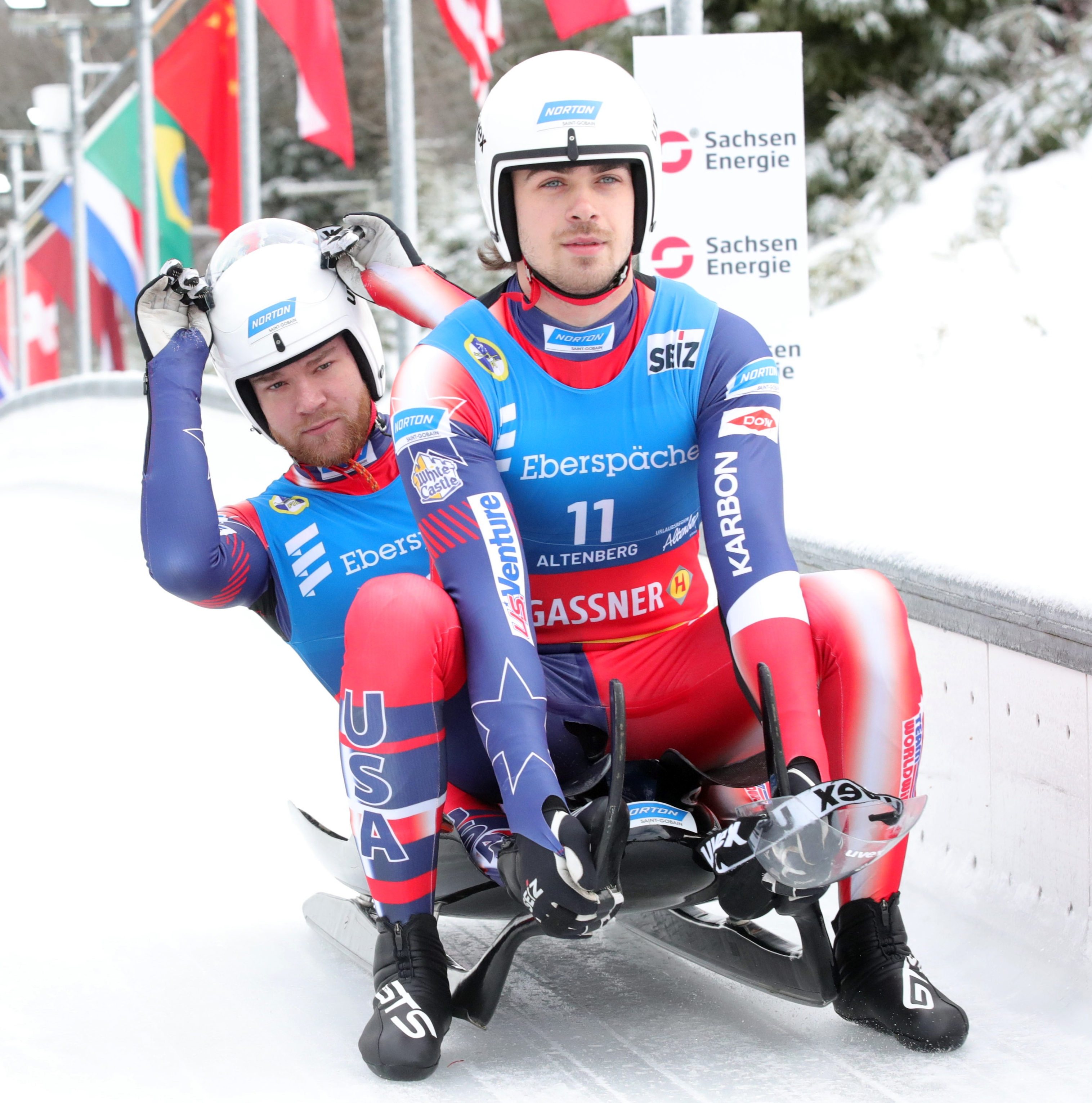
DiGregorio/Hollander

## Einsitzer der Frauen
| Platz | Sportler               | Laufzeiten        | Zeit             |
| ----- | ---------------------- | ----------------- | ---------------- |
| 01    | Emily Sweeney          | 39,080 s 39,141 s | 1:18,221 Minuten |
| 02    | Ashley Farquharson     | 39,165 s 39,073 s | 1:+0,017 s       |
| 03    | Embyr-Lee Susko        | 39,238 s 39,166 s | 1:+0,183 s       |
| 04    | Summer Britcher        | 39,182 s 39,231 s | 1:+0,192 s       |
| 05    | Trinity Ellis          | 39,260 s 39,309 s | 1:+0,348 s       |
| 06    | Caitlin Nash           | 39,390 s 39,419 s | 1:+0,588 s       |
| 07    | Verónica María Ravenna | 39,461 s 39,368 s | 1:+0,608 s       |
| 08    | Carolyn Maxwell        | 39,471 s 39,486 s | 1:+0,736 s       |
| 09    | Sophia Gordon          | 39,980 s 39,675 s | 1:+1,434 s       |
| 10    | Emma Erickson          |                   |                  |

Datum: 16. Dezember 2023

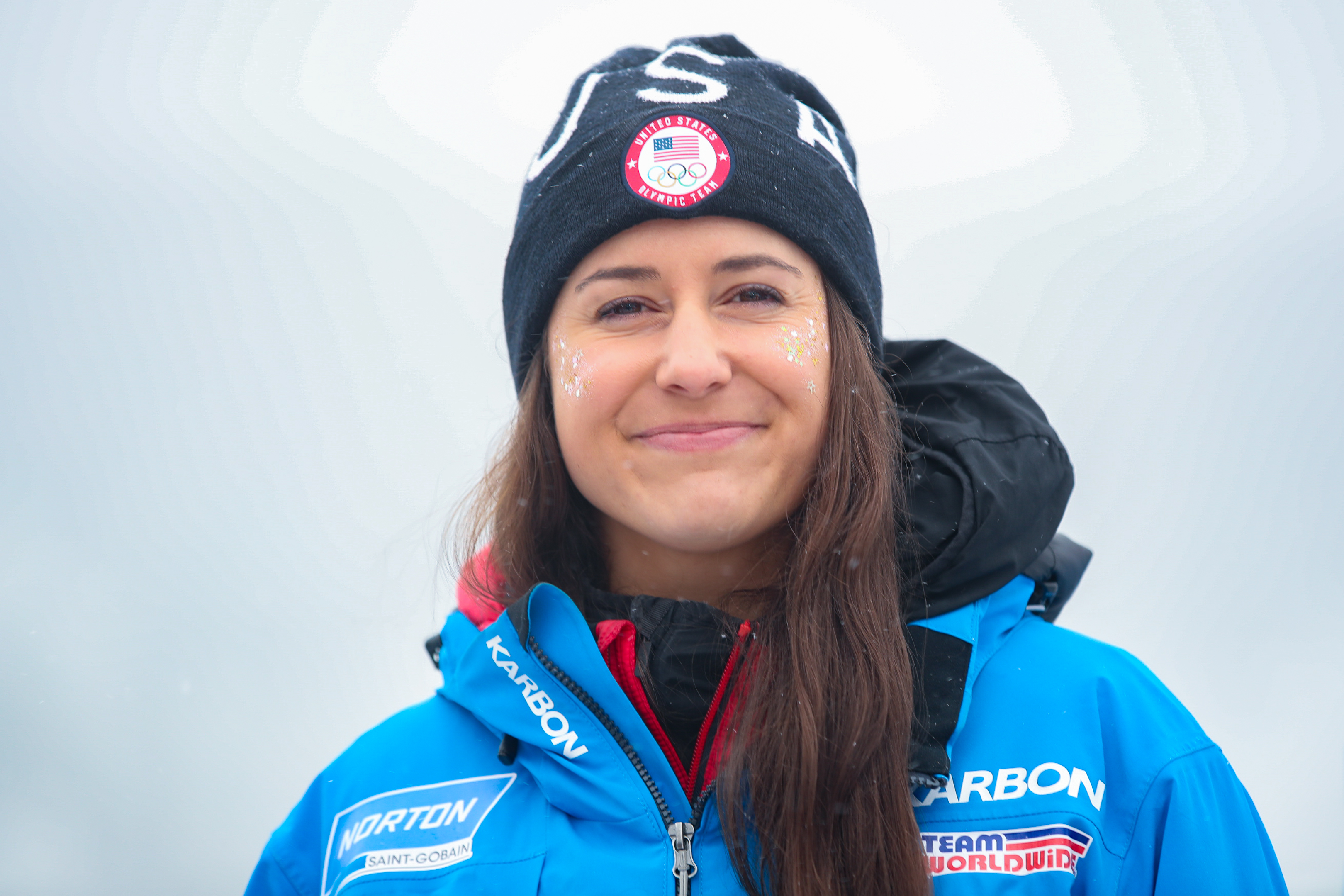
Emily Sweeney, Amerika-Pazifikmeisterin

Den Sieg im Einsitzerrennen der Frauen sicherte sich zum vierten Mal die US-Amerikanerin Emily Sweeney, die auch im Vorjahr siegreich war. Im Weltcuprennen wurde Sweeney Vierte und verwies ihre Teamkollegin Ashley Farquharson (Siebte im Weltcuprennen) mit einem Vorsprung von 17 Tausendstelsekunden auf den Silberrang. Auf den Bronzerang fuhr die kanadische Nachwuchsstarterin Emily-Lee Susko (Neunte im Weltcuprennen), die zusammen mit Beattie Podulsky auch im Doppelsitzer auf Rang 3 fuhr. Ihr Rückstand betrug rund 18 Hundertstelsekunden auf Sweeney, ihr Vorsprung auf die Viertplatzierte Summer Britcher aus den Vereinigten Staaten neun Tausendstelsekunden. Britcher, die im Weltcuprennen Zwölfte wurde, verpasste das Podium aufgrund eines schlechten zweiten Laufes. Die kanadischen Starterinnen Trinity Ellis und Caitlin Nash (Platz 16 und 18 im Weltcuprennen) folgen auf den weiteren Plätzen vor Verónica María Ravenna aus Argentinien, die mit einem Rückstand von sechs Zehntelsekunden auf den siebten Rang fuhr und im Weltcuprennen den 20. Platz belegte. Carolyn Maxwell (Platz 22 im Weltcup) wurde auf ihrer Heimbahn Achte; mit einem Rückstand von über 1,4 Sekunden kam Nachwuchsstarterin Sophia Gordon aus den Vereinigten Staaten auf den neunten Rang der Wertung (25. Platz im Weltcup). Ihre Teamkollegin Emma Erickson hatte im Nationencup als Zusatzstarterin teilgenommen und konnte sich daher nicht für das Weltcuprennen qualifizieren, sie wurde daher auf Rang 10 platziert. 

## Einsitzer der Männer
| Platz | Sportler                   | Laufzeiten        | Zeit             |
| ----- | -------------------------- | ----------------- | ---------------- |
| 01    | Tucker West                | 50,465 s 50,589 s | 1:41,054 Minuten |
| 02    | Jonathan Eric Gustafson    | 50,554 s 50,503 s | 1:+0,003 s       |
| 03    | Alexander Michael Ferlazzo | 50,692 s 50,588 s | 1:+0,226 s       |
| 04    | Theo Downey                | 50,922 s 50,998 s | 1:+0,866 s       |
| 05    | Hunter Harris              | 51,087 s 50,913 s | 1:+0,946 s       |
| 06    | Dylan Morse                | 51,108 s 51,056 s | 1:+1,110 s       |
| DNF   | Aidan Mueller              | DNF               |                  |

Datum: 15. Dezember 2023

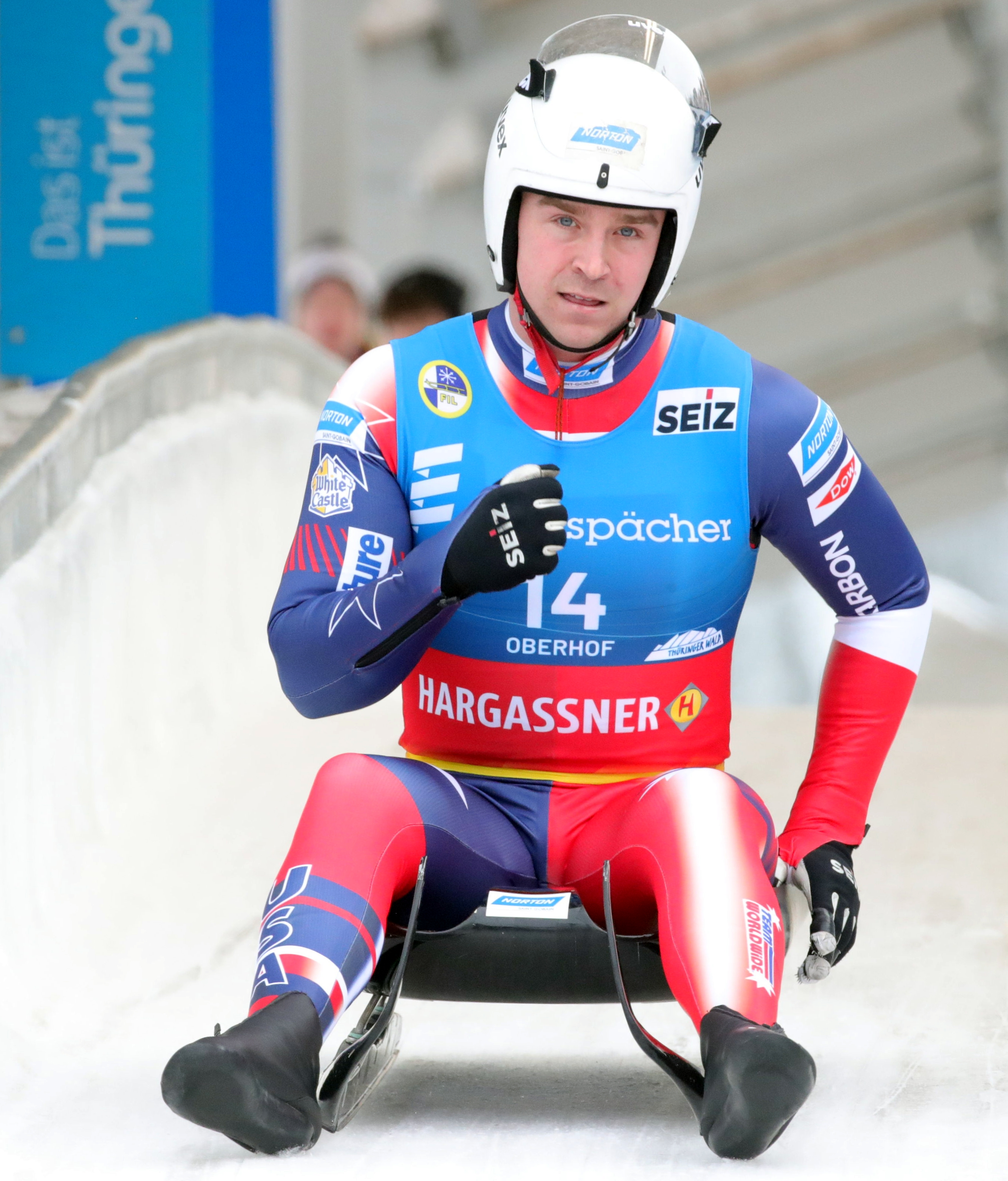
Tucker West, Amerika-Pazifikmeister

Das Rennen gewann der US-Amerikaner Tucker West, der mit dem vierten Titelgewinn bei den Amerika-Pazifikmeisterschaften seinen Sieg aus dem Vorjahr wiederholen konnte. Er belegte im Race-in-Race ausgetragenen Weltcuprennen den achten Rang und verwies seinen Teamkollegen Jonathan Eric Gustafson (Neunter im Weltcuprennen), mit einem Rückstand von nur drei Tausendstelsekunden, und den Australier Alexander Michael Ferlazzo (Zehnter im Weltcuprennen), mit einem Rückstand von mehr als zwei Zehntelsekunden, auf die weiteren Podestränge. Lokalmatador und Juniorenstarter Theo Downey fuhr mit einem Rückstand von mehr als acht Zehntelsekunden auf den vierten Rang und belegte im Weltcuprennen den 17. Platz, Hunter Harris aus den Vereinigten Staaten folgte auf Rang 5 mit einem Rückstand von rund 95 Hundertstelsekunden, er fuhr auf Rang 19 im Weltcuprennen. Sechster wurde der Kanadier Dylan Morse, der bereits einen Rückstand von mehr als 1,1 Sekunden auf West hatte und damit Platz 20 im Weltcuprennen belegte, Juniorenstarter Aidan Mueller aus den Vereinigten Staaten stürzte bereits im ersten Lauf und erreichte das Ziel nicht.

## Doppelsitzer der Frauen
| Platz | Sportler                         | Laufzeiten        | Zeit             |
| ----- | -------------------------------- | ----------------- | ---------------- |
| 01    | Chevonne Forgan Sophia Kirkby    | 39,238 s 39,276 s | 1:18,514 Minuten |
| 02    | Maya Chan Reannyn Weiler         | 39,381 s 39,387 s | 1:+0,254 s       |
| 03    | Embyr-Lee Susko Beattie Podulsky | 39,433 s 39,487 s | 1:+0,406 s       |

Datum: 15. Dezember 2023

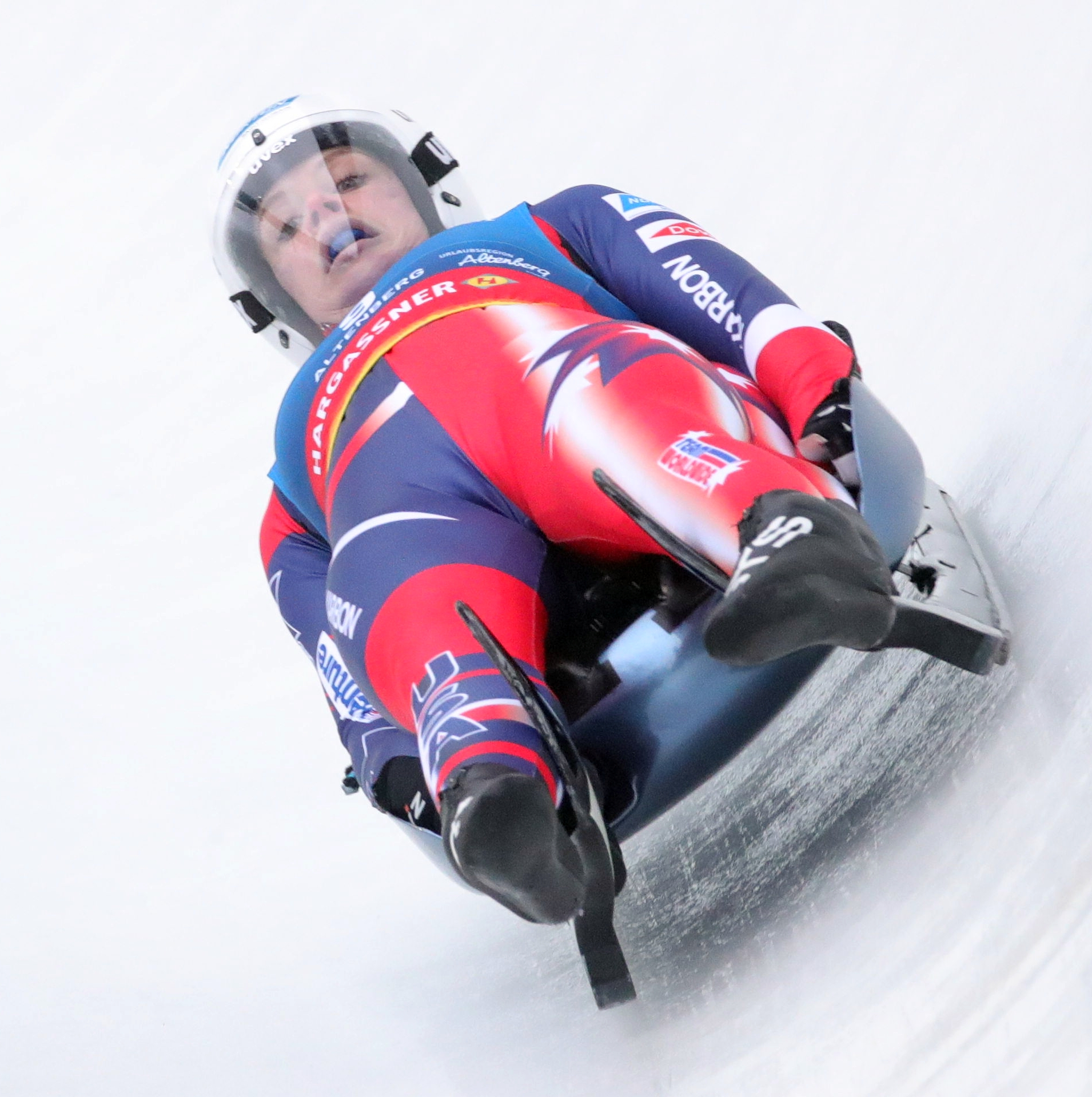
Chevonne Forgan und Sophia Kirkby, Amerika-Pazifikmeisterinnen

Chevonne Forgan und Sophie Kirkby gewannen den Titel im Doppelsitzerrennen der Frauen und sicherten sich damit ihren ersten Kontinentalmeisterschaftstitel. Im Weltcuprennen belegten die beiden US-Amerikanerinnen den vierten Platz und verwiesen damit ihre Teamkolleginnen Maya Chan und Reannyn Weiler, Sechste des Weltcuprennens, mit einem Vorsprung von einer Viertelsekunde auf den Silberrang. Für Chan/Weiler war es nach dem dritten Platz im Vorjahr die zweite Podestplatzierung bei den kontinentalen Meisterschaftsrennen in Folge. Bronze sicherten sich das kanadische Nachwuchsdoppel bestehend aus Embyr-Lee Susko und Beattie Podulsky, die erst seit dieser Saison gemeinsam im Doppelsitzer antreten. Ihr Rückstand betrug im Ziel vier Zehntelsekunden, sie erreichten im Weltcuprennen den siebten Platz.

## Doppelsitzer der Männer
| Platz | Sportler                             | Laufzeiten        | Zeit             |
| ----- | ------------------------------------ | ----------------- | ---------------- |
| 01    | Devin Wardrope Cole Anthony Zajanski | 38,996 s 39,050 s | 1:18,046 Minuten |
| 02    | Zachary DiGregorio Sean Hollander    | 38,949 s 39,140 s | 1:+0,043 s       |
| 03    | Marcus Mueller Ansel Haugsjaa        | 39,016 s 39,462 s | 1:+0,432 s       |

Datum: 15. Dezember 2023

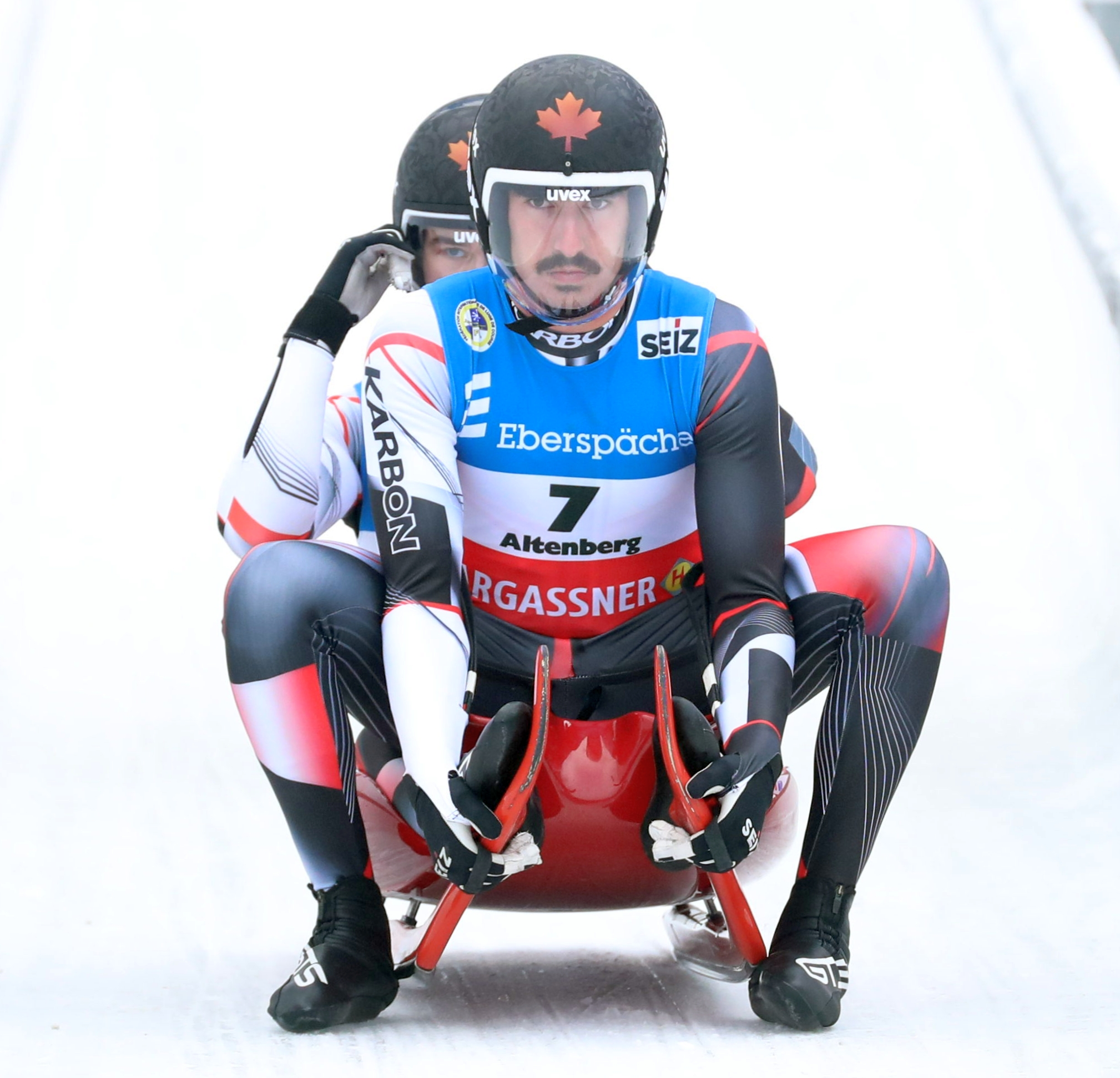
Devin Wardrope und Cole Anthony Zajanski, Amerika-Pazifikmeister

Den Titel im Doppelsitzerwettbewerb der Männer sicherten sich die kanadischen Lokalmatadoren Devin Wardrope und Cole Anthony Zajanski, die nach zwei Bronzerängen in den beiden Vorjahren nun ihren ersten Titel bei den Amerika-Pazifikmeisterschaften gewinnen konnten. Im Race-in-Race ausgetragenen Weltcuprennen belegten sie mit einem Rückstand von 0,746 Sekunden den zwölften Rang. Sie verwiesen damit die Vorjahressieger Zachary DiGregorio und Sean Hollander (13. im Weltcuprennen) mit einem Vorsprung von rund vier Hundertstelsekunden auf den Silberrang. Bronze gewannen die Juniorenstarter Marcus Mueller und Ansel Haugsjaa aus den Vereinigten Staaten, die mit einem Rückstand von mehr als vier Zehntelsekunden das Ziel erreichten und im Weltcuprennen den 17. Platz einfuhren. Insgesamt waren nur drei Doppelsitzer am Start, da die nominell zweitstärkste US-amerikanische Doppelsitzerpaarung Dana Kellogg und Frank Ike auf einen Start im Nationencup verletzungsbedingt auf einen Start verzichten musste und somit nicht in die Wertung kam.